# Tlalpan
Tlalpan é uma demarcação territorial da Cidade do México, situada na parte sudoeste da capital mexicana. Possuía em 2015 uma população de 677.104 habitantes, distribuída em uma área de 312 km². Faz fronteira com Álvaro Obregón e Coyoacán a norte; com La Magdalena Contreras a oeste; e com Milpa Alta e Xochimilco a leste.
O nome Tlalpan é um nome de origem náuatle que significa lugar de terra firme. As raízes desta palavra são os vocábulos tlalli, que significa terra, e pan, que significa sobre. A demarcação recebeu esse nome pois, diferentemente dos astecas e dos xochimilcas, seus habitantes nunca foram ribeirinhos.

## Transportes

### VLT da Cidade do México
Tlalpan é atendida pelas seguintes estações do VLT da Cidade do México:
- Huipulco
- Periférico
- Xomali